# Хромосома 1 (людина)
Хромосома 1 — найбільша за розміром серед аутосом людини. Хромосома має близько 248 млн пар основ, що становить близько 8% всього матеріалу ДНК людської клітини. На сьогодні, вважається, що на 1-й хромосомі знаходиться 3511 (6 генів не локалізовані) генів, що є значно більшим показником, ніж прогнозувалося раніше.

Ідіограма 1-ї хромосоми людини

Послідовність нуклеотидів 1-ї хромосоми була отримана й опублікована останньою в рамках Проєкту геному людини, через два десятиліття після його початку.

## Гени
Список деяких генів, що розташовані в хромосомі 1:
| - ASPM — відповідає за детермінацію розмірів мозку - AZIN2 — альтернативний сплайсинг - B3GALNT2 — - CASP9 — належить до гідролаз, протеаз, тіолових протеаз - CTSS — належить до гідролаз, протеаз, тіолових протеаз - F5 — фактор коагуляції V - KIF14 — фосфопротеїн - S100A6 — кальцій-зв'язуючий протеїн S100A6 - S100A13 — кодує кальцій-зв'язуючий протеїн S100A13 | - Аденілаткіназа-2 - Антитромбін - AMY1A - AMY1B - AMY1C - APCS - ARTN - Горнерин - Енолаза-1 - Ламін A/C - MUC1 - OPTC - Пероксиредоксин-1 - Пероксиредоксин-6 - Рибосомний білок L5 - Рибосомний білок L11 - Рибосомний білок L22 - Рибосомний білок S8 - Трансгелін-2 - TPM3 - TPR - Уротензин-II - B3GALT2 - C1orf21 - C1orf27 - C1orf35 - C1QA - C1QB - C1QC - EXTL1 - EXTL2 - F11R - F13B - GSTM1 - GSTM2 - GSTM3 - GSTM4 - GSTM5 - ID3 - IGSF8 - IGSF9 - JAK1 - JTB - JUN - KCNK1 - KCNK2 - L1TD1 - LAD1 - LRRC8B - LRRC8C - LRRC8D - LYST - MACF1 - NBPF1 - NBPF3 - NBPF4 - NVL - OBSCN - OVGP1 - QSOX1 - RAB3B - RAB13 - RAB25 - RAB29 - S100A1 - S100A2 - S100A3 - S100A10 - S100A11 - S100A12 - SYT11 - SYT14 - SZT2 - TACSTD2 - TAF12 - TAF13 - TBX15 - TBX19 - TMEM51 - TMEM53 - XCL1 - XCL2 - XPR1 - YBX1 - YIPF1 - YY1AP1 - ZBED6 - ZBTB40 - ZMYM1 - ZNF669 - ZNF684 - ZYG11B |

## Хвороби та розлади
| - Синдром делеції 1q21.1 - Синдром делеції 1q21.1 - Хвороба Альцгеймера - Рак молочної залози - Хвороба Брука-Грінберга - Дефіцит карнітин-палмітоїлтрансферази 2 - Хвороба Шарко-Марі-Тута, 1 і 2 типу - Колагенопатія типів II і XI - Вроджений гіпотиреоз - Глухота, аутосомно-рецесивнна тип 36 - Синдром Елерса-Данлоса - Синдром Елерса-Данлоса, кіфосколіотичний тип - Тромбофілія за фактором 5 - Родинний аденоматозний поліпоз - Галактоземія - Хвороба Гоше - Хвороба Гоше тип 1 - Хвороба Гоше тип 2 - Хвороба Гоше тип 3 - Глаукома - Гемохроматоз | - Гемохроматоз, тип 2 - Гепатоеритропоетична порфірія - Гомоцістінурія - Синдром Гатчінсона-Гілфорда-Прогерії - Дефіцит 3-гідрокси-3-метилглутарил-КоА ліази - Гіпертрофічна кардіоміопатія, аутосомно-домінантний тип - Лейциноз - Дефіцит середнього ланцюга ацил-коензим А дегідрогенази - Мікроцефалія - Макл-Уеллсі синдром - Несиндромна глухота - Синдром Ноя-Лаксової - Олігодендрогліома - Хвороба Паркінсона - Феохромоцитома - Порфірія - Рак простати - Синдром Штіклера - TAR синдром - Триметиламінурія - Синдром Ушера - Синдром Ван дер Вуда - Синдром Чедіака-Хігасі |